# Sterling (Michigan)
Pour les articles homonymes, voir Sterling.
Sterling est un village du comté d'Arenac, dans l'État du Michigan, aux États-Unis. En 2020, il comptait une population de 474 habitants.